# Agostino Trivulzio
Agostino Trivulzio (ur. ok. 1485 w Mediolanie, zm. 30 marca 1548 w Rzymie) – włoski kardynał.

## Życiorys
Urodził się około 1485 roku w Mediolanie, jako syn Giovanniego Trivulzia i Angioli (albo Anny) Martinengo. W młodości został protonotariuszem apostolskim i szambelanem Juliusza II. Miał jedną córkę, Sestilię. 1 lipca 1517 roku został kreowany kardynałem diakonem i otrzymał diakonię Sant’Adriano al Foro. Pełnił rolę administratora apostolskiego Reggio di Calabria (1520, 1523–1529), Alessano (1521–1523), Bobbio (1522–1524), Tulonu (1524–1535), Le Puy-en-Velay (1525), Avranches (1526), Asti (1528–1529, 1536–1548), Bayeux (1531–1548), Grasse (1537–1548), Brugnato (1539–1548) i Périgueux (1541–1548). Był legatem w Kampanii, a także dowodził akcjom odwetowym przeciwko Colonnom. Po złupieniu Rzymu został pojmany przez wojska i uwięziony w Neapolu na 18 miesięcy. W 1536 roku został legatem we Francji by wynegocjować pokój pomiędzy królem a cesarzem, a następnie został regentem królestwa. Zmarł 30 marca 1548 roku w Rzymie.